# Silvano Boroli
Silvano Boroli (Novara, 15 dicembre 1945) è un imprenditore e politico italiano.

## Biografia
Ha ricoperto il ruolo di Presidente dell'Istituto Poligrafico e Zecca dello Stato e dell'azienda "Boroli Editore SpA". Dagli anni '90 si dedica prevalentemente all'attività di imprenditore vinicolo nelle Langhe. 
Dal 1994 al 1996 è stato senatore della Repubblica con Forza Italia, ricoprendo anche il ruolo di presidente della 5ª Commissione permanente (Bilancio).
Dal 2019 è consigliere comunale a Verbania per la lista civica di centrodestra "Insieme per Verbania" e svolge il ruolo di presidente della commissione Bilancio e programmazione, società partecipate, Bilancio Partecipato e Tributi.
Nel 2024 diventa vicesindaco della giunta Albertella.
Sposato con Elena Verri, ha avuto quattro figli (Carlo, Guido, Achille e Filippo) e sette nipoti.